# Elena Dragaš
Elena Dragaš (1372 circa – Costantinopoli, 23 marzo 1450) è stata un'imperatrice bizantina.
Fu Basilissa dei Romei (Imperatrice d'Oriente) in quanto moglie dell'Imperatore bizantino Manuele II Paleologo.
Fu l'ultima Imperatrice d'Oriente, sia come Imperatrice madre sia come Imperatrice consorte. Le tre mogli che ebbe nel corso della vita Costantino XI morirono tutte nell'arco di anno dal matrimonio e prima che Costantino fosse incoronato Basileus dei Romei.
In qualità di Imperatrice madre fu l'ultima imperatrice dell'Impero romano, infatti affiancò il figlio Costantino XI Paleologo, rimasto vedovo, nell'attività di governo, mentre l'ultima imperatrice consorte fu Maria Comnena (1404-1439).

## Biografia

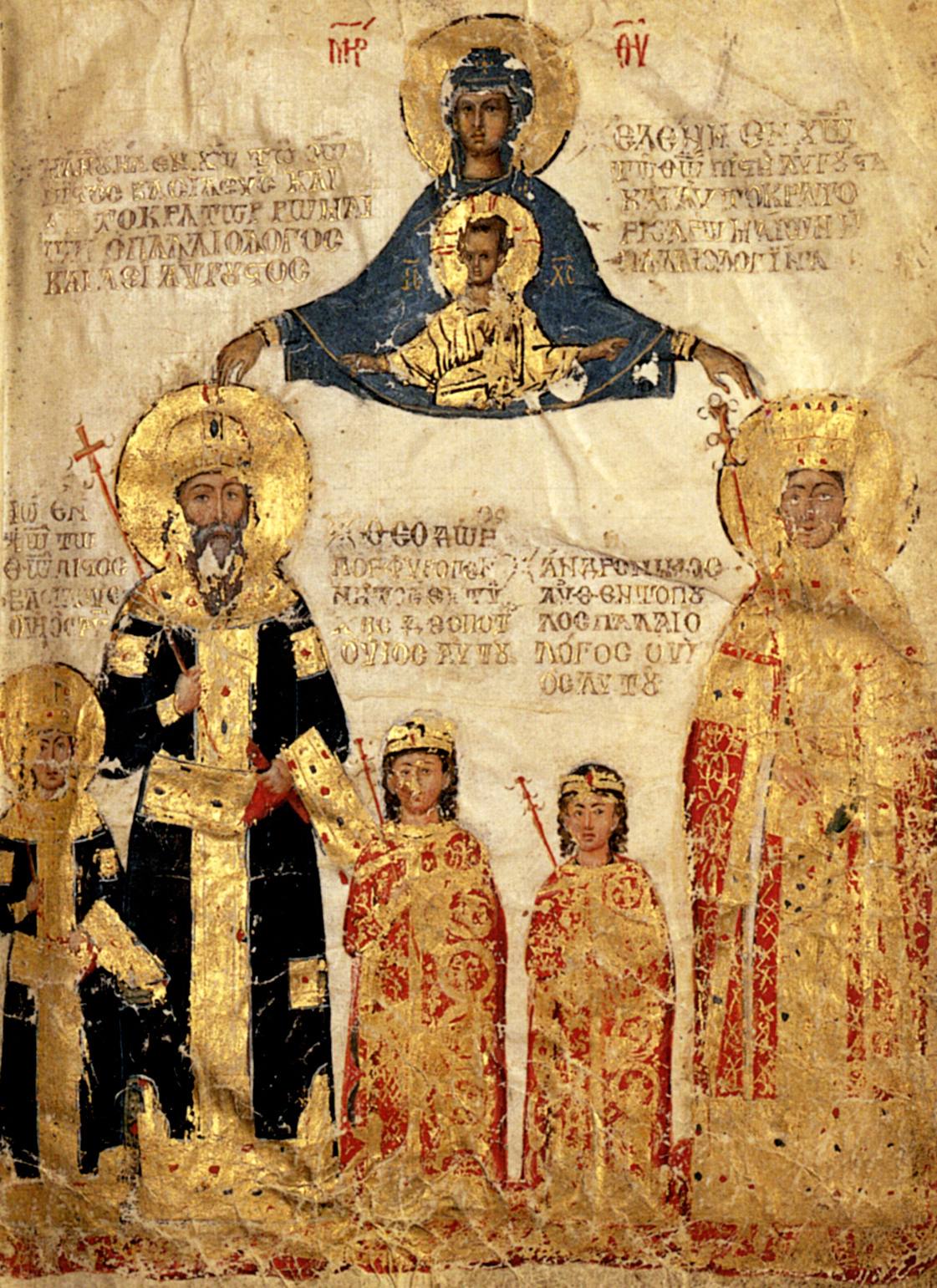
Miniatura prodotto tra il 1403-1404, rappresentante la famiglia imperiale di Bisanzio con il Basileus Manuele II Paleologo e la Basilissa Elena Dragas, insieme ai tre figli, da sinistra, Giovanni VIII Paleologo, Teodoro II Paleologo, Andronico Paleologo.

Elena era figlia del principe serbo Costantino Dragaš. Il suo matrimonio con l'Imperatore Manuele II Paleologo ebbe una notevole importanza per l'Impero bizantino, perché in questo modo si stringeva un patto di non aggressione tra bizantini e serbi.
Il 31 ottobre del 1448, Giovanni VIII Paleologo morì, quest'ultimo aveva indicato come suo erede il fratello Costantino XI Paleologo che si trovava a Mistra, visto che era despota della Morea. Demetrio, usando la sua posizione vantaggiosa (perché vicino a Costantinopoli), provò ad organizzare un colpo di Stato per prendere il trono di Costantinopoli. Il fallimento di Demetrio, fu principalmente dovuto all'intervento della madre Elena Dragaš che non sopportava i comportamenti da seminatore di zizzania che Demetrio manifestava, e riteneva che non meritasse il trono, mentre il suo terzogenito (non contando i due morti da bambini) aveva un'anima di persona che voleva la pace, ed era lui che fino ad allora aveva tenuto la pace tra i membri della famiglia dei Paleologi, tutto l'inverso invece era il comportamento del fratello Demetrio. Nel 1449, arrivò a Costantinopoli il nuovo Imperatore Costantino XI, per liberarsi del fratello Demetrio lo nominò Despota della Morea, insieme a suo fratello Tommaso. Elena Dragaš morì il 23 marzo del 1450 e fu l'ultima Basilissa (Imperatrice bizantina), sia come Imperatrice madre sia come Imperatrice moglie. Di fatto fu l'ultima Augusta dell'Impero romano, in quanto i Bizantini si chiamavano "Romei" cioè romani ed erano gli unici discendenti diretti ed ufficiali dell'Impero romano.

## Famiglia
Elena Dragaš sì sposò col basileus Manuele II Paleologo, la coppia ebbe dieci figli, di cui otto maschi e due femmine:
- Giovanni VIII Paleologo, (1392-1448), fu il penultimo imperatore bizantino, al governo dal 1425 fino al 1448;
- Costantino Paleologo, morto nei primi anni della sua vita (morto di peste a Monembasia, tra il 1398-1399);
- Michele Paleologo, morto di peste tra il 1398-1399;
- ? Paleologa, figlia morta di peste tra il 1398-1399;
- ? Paleologa, figlia morta di peste tra il 1398-1399;
- Teodoro II Paleologo, (1396-1448) fu despota della Morea;
- Andronico Paleologo (1400-1429), fu despota di Tessalonica (1408-1423);
- Costantino XI Paleologo (1405-1453), fu imperatore bizantino dal 1449 fino al 1453;
- Demetrio Paleologo (1407-1470), fu despota della Morea;
- Tommaso Paleologo (1409-1465), fu despota della Morea, e il rivendicatore legittimo al trono di Bisanzio.